# Ram Narayan/Diskografie
Diese Diskografie ist eine Übersicht über die musikalischen Werke von Ram Narayan, der Musik aufzunehmen begann, als er 1950 drei solo 78 min−1 Schallplatten für das britische His-Master’s-Voice-Unternehmen einspielte und 1951 in Mumbai eine frühe 10-Zoll-Langspielplatte aufnahm. In den folgenden Jahrzehnten wurden bei mehreren Plattenlabeln die folgende Soloalben von Narayan veröffentlicht.

## Alben
| Jahr | Titel                                                                       | Musiklabel Katalog-Nr.                   | Format              | Anmerkungen |
| ---- | --------------------------------------------------------------------------- | ---------------------------------------- | ------------------- | --- |
| 1950 | Ram Narayan – Sarangi                                                       | The Gramophone Company HMV N 92514       | 78 rpm Schallplatte | |
| 1950 | Ram Narayan – Sarangi Solo                                                  | The Gramophone Company HMV N 92520       | 78 rpm Schallplatte | |
| 1950 | Ram Narayan – Sarangi                                                       | The Gramophone Company HMV N 92619       | 78 rpm Schallplatte | |
| 1957 | Ram Narayan Plays Sarangi – The Indian Musical Instrument                   | A Treasure from Solomon’s Mines SME 3/4  | LP                  | aufgenommen 1951 mit Abdul Karim an den Tabla                                                                                                   |
| 1961 | Ramnarain – Sarangi                                                         | The Gramophone Company HMV 7 EPE 1212    | LP                  | |
| 1962 | Ramnarain – Sarangi                                                         | The Gramophone Company HMV 7 EPE 1251    | LP                  | Chatur Lal an den Tabla |
| 1964 | Inde du Nord – Ragas du Matin et du Soir                                    | BAM LD 094                               | LP                  | Chatur Lal an den Tabla |
| 1967 | Beat and Bow                                                                | The Gramophone Company HMV EALP 1312     | LP                  | Chatur Lal (Titel 1) und Nizamuddin Khan (Titel 2 und 3) an den Tabla                                                                           |
| 1968 | Sarangi – The Voice of a Hundred Colors – Instrumental Music of North India | Nonesuch H 72030                         | LP                  | Mahapurush Misra an den Tabla |
| 1968 | Pandit Ram Narayan – Sarangi                                                | The Gramophone Company HMV EALP 1327     | LP                  | Manikrao Popatkar an den Tabla |
| 1969 | Ram Narain – Sarangi                                                        | The Gramophone Company HMV EASD 1340     | LP                  | Shashi Bellare an den Tabla |
| 1970 | Pandit Ramnarain – Sarangi Recital                                          | The Gramophone Company HMV EASD 1361     | LP                  | Shashi Bellare (Titel 1 und 2) und Suresh Talwalkar (Titel 3 und 4) an den Tabla                                                                |
| 1971 | Inde du Nord – Pandit Ram Narayan – Sarangi                                 | Ocora OCR 69                             | LP                  | Suresh Talwalkar an den Tabla |
| 1975 | Master of the Sarangi – Classical Music of India                            | Nonesuch H 72062                         | LP                  | Suresh Talwalkar an den Tabla |
| 1975 | Raga Puria Kalyan – Pandit Ram Narayan – Sarangi                            | AMIGO AMLP 861                           | LP                  | Suresh Talwalkar an den Tabla |
| 1979 | Ram Narayan (Sarangi)                                                       | STIL 2611S78                             | LP                  | Suresh Talwalkar an den Tabla |
| 1981 | Pandit Ram Narayan – The Sarangi Maestro                                    | Polydor 2392 967                         | LP                  | Samta Prasad an den Tabla |
| 1984 | Ram Narayan – Stil’s Sunday Solo                                            | STIL 1804S82                             | LP                  | Suresh Talwalkar an den Tabla |
| 1984 | Ram Narayan en Concert                                                      | Ocora 558624/25                          | LP                  | Suresh Talwalkar (Titel 1 und 2) und Shiv Narayan (Titel 3) an den Tabla                                                                        |
| 1988 | Rag Bhupal Tori, Rag Patdip                                                 | Nimbus NI 5119                           | CD                  | Suresh Talwalkar an den Tabla |
| 1989 | Rag Lalit                                                                   | Nimbus NI 5183                           | CD                  | Suresh Talwalkar an den Tabla |
| 1989 | Volume 1                                                                    | Ocora OCR 83                             | CD                  | Suresh Talwalkar an den Tabla |
| 1990 | Rag Shankara, Rag Mala in Jogia                                             | Nimbus NI 5245                           | CD                  | Anindo Chatterjee an den Tabla |
| 1991 | Maestro’s Choice                                                            | Music Today CD A 91009                   | CD                  | Subhash Chandra an den Tabla |
| 1994 | Masters of Raga                                                             | WERGO SM 1601-2                          | CD                  | Suresh Talwalkar an den Tabla |
| 1995 | Sarangee Wadan                                                              | Venus Records & Tapes Pvt. Ltd. VCDD-326 | CD                  | |
| 1997 | Immortal Essence – Sarangi: Pt. Ram Narayan                                 | Universal Music India 06024 982 9612     | CD                  | Dilshad Khan an den Tabla |
| 1997 | Sonorous Strings of Sarangi                                                 | Oriental CD-118                          | CD                  | Sukhvinder Singh an den Tabla |
| 2002 | Raga Jaunpuri and Raga Kafi Malhar                                          | Zig-Zag Territoires ZZTI 021101          | CD                  | Vineet Vias an den Tabla |
| 2002 | Raga Alhayia Bilaval, Raga Mishra Bhairavi                                  | Nimbus NI 5636                           | CD                  | Anindo Chatterjee an den Tabla |
| 2003 | Swar Shikhar                                                                | Virgin Records 583194                    | CD                  | Ram Narayan, Aruna Narayan Kalle und Harsh Narayan am Sarangi, Aneesh Pradhan an den Tabla, aufgenommen im Februar 2002 im Nehru Centre, Mumbai |
| 2008 | Akashvani Sangeet – Pandit Ram Narayan – Sarangi – Volume – One             | All India Radio                          | CD                  | Gaud Sarang, Aufnahme: 3. November 1979, Malkauns and Mishra Kafi, Aufnahme: 12. Mai 1979                                                       |
| 2008 | Akashvani Sangeet – Pandit Ram Narayan – Sarangi – Volume – Two             | All India Radio                          | CD                  | Multani und Bhairavi, Aufnahme: 3. November 1979, Abhogi Kanada, Aufnahme: Oktober 1981                                                         |
| 2009 | The Legends of India                                                        | NA Classical Audio Pvt Ltd. NACCD 1117   | CD                  | Musikdirektor: Narayan Agarwal |
| 2013 | Pandit Ram Narayan                                                          | Doordarshan Archives                     | DVD                 | Brij Narayan vereint für Raga: Shree und Aruna Narayan Kalle vereint für Raga: Mishra Peelu                                                     |
| 2019 | Namah by Thaikkudam Bridge                                                  |                                          | Digital             | Narayan als Gastmusiker auf Titel 1 des Albums                                                                                                  |